# 863 TCN
863 TCN là một năm trong lịch La Mã.